# La Cathédrale de Chartres
Ne doit pas être confondu avec Cathédrale Notre-Dame de Chartres.
La Cathédrale de Chartres est une peinture à l'huile sur toile du peintre français Jean-Baptiste Camille Corot qu'il réalise en 1830. Vendue plusieurs fois, elle est conservée depuis 1906 au musée du Louvre à Paris.

## Description
Réalisée en partie sur le motif en 1830, durant la Révolution de Juillet qui amène Corot à fuir Paris, le peintre la reprend 42 ans plus tard. Il en agrandit le format par un rentoilage  et y place le personnage du premier plan.
La peinture montre la façade ouest de la cathédrale de Chartres baignée d'une chaude lumière d'après-midi qui en accentue la luminosité. La cathédrale, aux lignes claires et précises, possède deux flèches juxtaposées, dont la verticalité est reprise par les deux arbres élancés à droite, selon une composition équilibrée et cohérente que l’on retrouve également dans d’autres œuvres de Corot.
Dans la scène représentée, il existe une harmonie sereine entre la Nature et les éléments artificiels : devant la masse compacte de l'église, se trouvent deux collines herbeuses, au pied desquelles se trouve un tas de matériaux de construction. La Nature accueille également l'homme : les personnages qui peuplent la scène sont différents, du garçon accroupi sur la pierre carrée à gauche au charretier à l'arrière-plan.

## Hommage littéraire
Marcel Proust, dans le tome premier de sa suite romanesque À la recherche du temps perdu mentionne le tableau :
« ... au lieu de photographies de la Cathédrale de Chartres, des Grandes Eaux de Saint-Cloud, du Vésuve, elle [ma grand-mère] se renseignait auprès de Swann si quelque grand peintre ne les avait pas représentés, et préférait me donner des photographies de la Cathédrale de Chartres par Corot, des Grandes Eaux de Saint-Cloud par Hubert Robert, du Vésuve par Turner, ce qui faisait un degré d’art de plus ».
Proust considérait en effet le tableau de Corot « comme l'un des huit tableaux dignes de figurer dans une tribune française de la peinture au Louvre en 1920 ».